# ألدس فوتو ستايلر
ألدس فوتو ستايلر (بالإنجليزية: Aldus PhotoStyler) برنامج رسوميات طورته شركة يوليد سيستمز التايوانية. أُطلِق في يونيو 1991 بوصفه أول محرر صور 24 بت لنظام ويندوز، واشترته في نفس العام مجموعة ألدس لخدمات ما قبل الطباعة، وكان أدوبي فوتوشوب هو منافسه الرئيس. قدم الإصدار 2.0 (المنشور في أواخر 1993) واجهة مستخدم جديدة ومعايرة ألوان محسنة. حُزم برنامج فوتو ستايلر إس إي (النسخة المخفضة التي تفتقر إلى بعض ميزات الإصدار 2.0) مع الماسحات الضوئية مثل إتش بي سكان جيت. اختفى المنتج من خط إنتاج أدوبي بعد استحواذها على ألدس في 1994.

## للاطلاع
- Ihrig, Sybil; Ihrig, Emil (1991). Mastering Aldus PhotoStyler (بالإنجليزية). Bantam Books. ISBN:9780553354539.